# Literatura en bielorruso

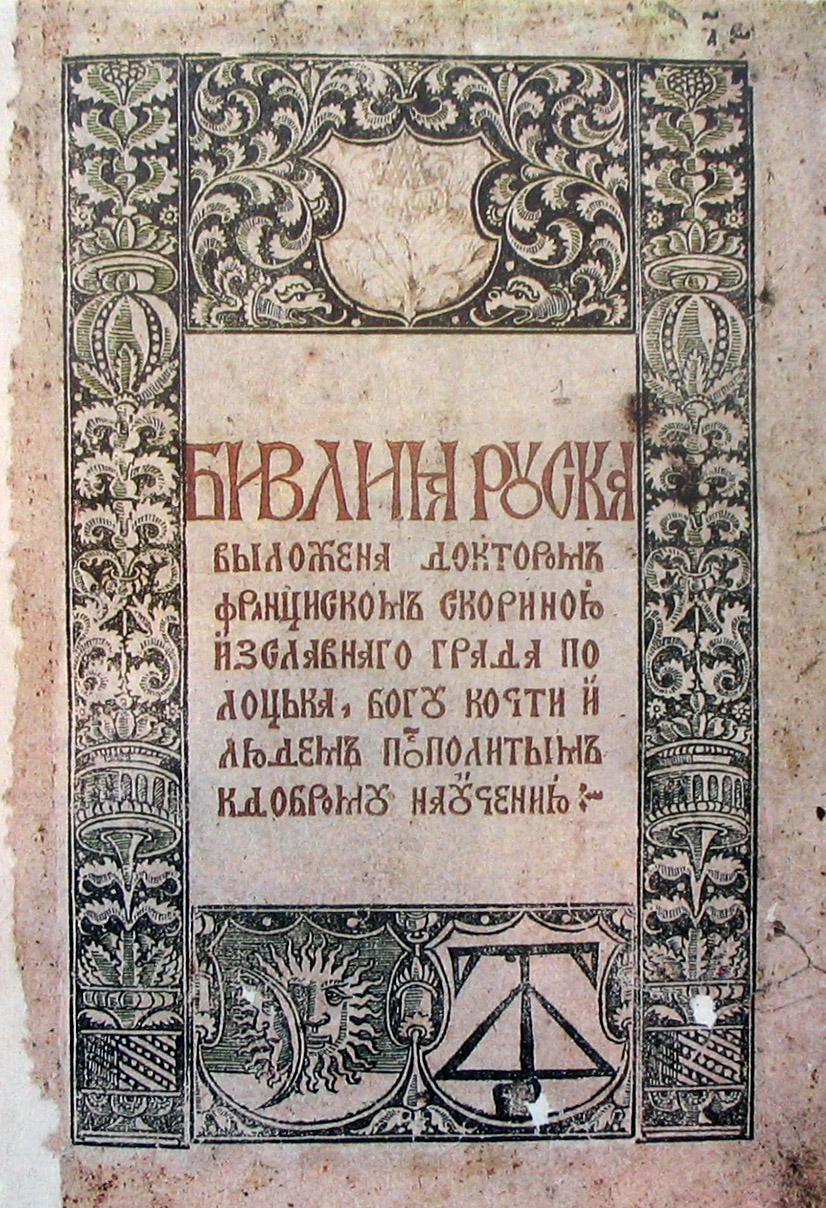
biblia ruska

La literatura en belorruso, a menudo también como literatura bielorrusa (Беларуская лiтаратура, Belaruskaya litaratura), incluye aquellas obras literarias y autores cuya lengua principal es el bielorruso.

## Antes delsigloXVII
La literatura en bielorruso se origina de la base común de la tradición literaria de la Rus de Kiev, que también dio origen a las literaturas en ucraniano  y ruso. 
La tradición propia de la literatura en bielorruso sólo es aparente a partir de los siglos XIV y XV. La antigua literatura bielorrusa tuvo su época dorada en los siglos XVI y XVII, cuando el antiguo bielorruso era la lengua oficial del Gran Ducado de Lituania. Los estatutos del Gran Ducado de 1529, 1566 y 1588, así como la literatura polémica religiosa estaban escritas en la antigua lengua bielorrusa.
La impresión de obras literarias en bielorruso se da desde el siglo XVI. El primer libro en bielorruso impreso (en la versión en antiguo bielorruso) fue un salterio, que fue impreso en Praga por Francysk Skaryna en 1517. El libro es el primero impreso en una lengua eslava oriental. 
Durante los siglos XVI y XVII se publicó en bielorruso poesía y teatro, destacando Simeon Polatsky, bajo influencia de la literatura en polaco, más desarrollada en la época.

## SiglosXVIIIyXIX
Debido a la preponderancia de la lengua polaca en la Rzech Pospolita y de la lengua rusa dentro del Imperio Ruso, la tradición literaria bielorrusa sufrió un importante retroceso durante el siglo XVIII.
Su renacimiento comenzó en la primera mitad del siglo XIX, cuando fue publicado un poema satírico anónimo, el «Taras na Parnase». Las primeras novelas fueron firmadas por Pauljuk Bahrym y diversas obras fueron escritas por poetas polacos nacidos en Bielorrusia, entre los que se cuentan Jan Barszczewski, Jan Czeczot, Adam Mickiewicz, Vintsent Dunin-Martsinkyevich y Andrej Rypinski. 
Los libros eran publicados a menudo en alfabeto latino  (lacinka), no en cirílico, como es la norma en la actualidad. 
En la segunda mitad del siglo XIX hubo un incremento en la producción literaria impulsada por el Realismo, en la que destacan los autores Francisak Bahusevic, Adam Hurynovic y Jan Lucyna.

## Principios delsigloXX
Un nuevo periodo comenzó tras la Revolución rusa de 1905, cuando aparecieron los primeros periódicos en bielorruso en Vilna, el Nasa Dolia y el Nasha Niva. Estos periódicos reunieron en su entorno un círculo de autores que defendían el desarrollo de la lengua y la literatura bielorrusa, entre los que destacaban Maksim Bahdanovich, Zmitrok Biadulia, Maksim Harecki y Yakub Kolas. 
La literatura bielorrusa de la época combinaba elementos del Romanticismo, el Realismo y el Modernismo.

## Primera Guerra Mundial
Durante la I Guerra Mundial y la proclamación de la República Popular Bielorrusa en 1918 los principales temas de la literatura giraban en torno al patriotismo y la vida del pueblo.

## Periodo de Entreguerras
Tras el establecimiento de la República Socialista Soviética  de Bielorrusia en 1919, la vida literaria de Bielorrusia se concentró en torno a las revistas Maladnjak (1923-1928) y Uzvyshsha (1926-1931), que eran publicadas por un grupo de autores bielorrusos. 
Además de los autores de periodos previos, como Zmitrok Biadulia o Yakub Kolas, este es un periodo de trabajo activo de los poetas Mihkal Charot, Uladzimer Dubouka, Adam Dudar y los escritores Maksim Harecki, Tsishka Hartny y Kuz'ma Chorny.
Fuera de Bielorrusia también se producía literatura, en Vilna, Kaunas o Praga, por autores como Mikhal Mashara o Kazimir Svajak. 
En 1934 se fundó la Unión de Escritores de la República Socialista Soviética  de Bielorrusia en Minsk. El Realismo socialista apareció como corriente literaria en la década de 1930.
Las principales revistas literarias de Bielorrusia son Litaratura i mastatstva  (desde 1932) y Polymia (desde 1922).

## Posguerra y actualidad
Tras el fin de la II Guerra Mundial, tres temas clave dominaron la literatura en bielorruso, las experiencias vividas durante la guerra, la vida de los bielorrusos en la Unión Soviética y la historia nacional, sobre todo las novelas de Ivan Melezh e Ivan Shamiakin. 
Desde 1960 aparece un nuevo tema en la prosa bielorrusa: la moralidad. Muchos autores luchaban por la libertad de expresión para los escritores, en particular Vasil Bykaŭ y Uladzímir Karatkiévich. Varios autores bielorrusos abandonaron el país y trabajan desde la emigración, como por ejemplo Natallya Arsenneva y Ales' Salavej. Ales Adamovich dedicó su obra a despertar la conciencia de las catástrofes que ha sufrido el país con una conciencia ética insobornable e influyó en Svetlana Aleksiévich, galardonada con el Premio Nobel de Literatura en 2015.
- Datos: Q2350342
- Multimedia: Literature of Belarus / Q2350342